# 魏德海管理學院
魏德海管理學院（Weatherhead School of Management），位於美國俄亥俄州的克里夫蘭，是美國中西部知名凱斯西儲大學的商學院。研究所的主科系有經濟學系、會計學系、管理學系，另有MBA的課程。根據2009年的美國新聞與世界報導，魏德海管理學院為美國排名第25名的商學院。

## 授予學位

### 學士學位
- 會計學士（BS in Accounting）
- 管理學士（BS in Management）
- 經濟學士（BA in Economics）

### 碩士學位

#### MBA
- Full-time/Traditional: 為期兩年，選修多元，有實務學習機會。
- Full-time/Accelerated: 為期11個月。
- Part-time/Saturday: 為期21個月，包含面對面教學與線上教學。
- Part-time/Evening: 專為時間不足的在職學生設計。

#### MS
- 會計學碩士（Master of Accountancy (MAcc)）
- 管理與工程學碩士（Master of Management & Engineering (MEM)）
- 非營利組織碩士（Master of Nonprofit Organizations (MNO)）
- 財務金融碩士（Master of Science in Finance）
- 管理碩士（Master of Science in Management）
- 作業研究與供應鏈碩士（Master of Science in Management – Operations Research and Supply Chain (MSM-OR/SC)）
- 組織營造與改變碩士（MS in Positive Organizational Development and Change - MPOD）

### 博士學位
- 管理學博士（Doctor of Management (DM)）
- 管理學博士（PhD in Management）：會計（Accountancy）、設計永續系統（Designing Sustainable Systems）、設計與創新（Design & Innovation）
- 組織行為博士（PhD in Organizational Behavior）
- 作業研究博士（PhD in Operations Research）

## 知名校友
- 愛德華·普雷斯科特：作業研究碩士（1963）。2004年諾貝爾經濟學獎得主。
- Michael McCaskey：組織行為博士（1972）。職業美式足球球隊芝加哥熊總經理。
- Donald E. Washkewicz：企業管理碩士（1979）。Parker Hannifin Corporation總經理。
- Mark Weinberger：企業管理碩士、法律博士（1987）。安永會計師事務所全球主席兼CEO。
- 薛琦：經濟學博士（1989）。曾任財團法人臺灣金融研訓院院長、臺灣證券交易所董事長。
- 維克托·喬爾貝亞：管理學博士（1992）。曾任羅馬尼亞總理。

## 外部連結
- 學校網址 （页面存档备份，存于）

## 資料來源
1. ↑  關於魏德海管理學院
2. ↑  http://search.usnews.com/index_library/search?keywords=Weatherhead+School+of+Management%5B%5D